# Ana (madre de Samuel)

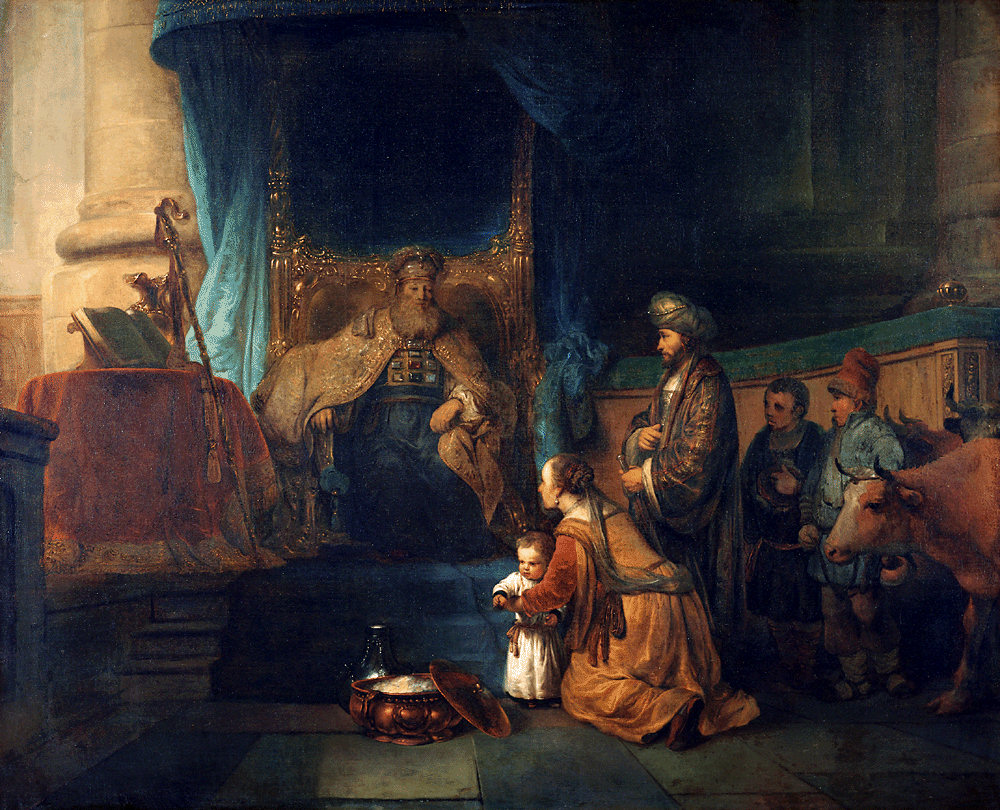
Gerbrand van den Eeckhout - Ana presenta a su hijo Samuel al sacerdote Elí, ca. 1665

Ana (del hebreo חַנָּה, también transliterado como "Jana" o "Jannah"), es la esposa de Elcaná que se menciona en los libros de Samuel. Según la Biblia fue la madre de Samuel.

## Relato bíblico
Ana era una de las dos esposas de Elcaná; la otra, Penina, había dado hijos a Elcaná, pero Ana no. Sin embargo, Elcaná la prefería. Todos los años Elcaná ofrecía un sacrificio en el santuario de Silo y a Penina y sus hijos les daba una porción, pero a Ana el doble. Penina entonces provocaba a Ana humillándola por su esterilidad.
Ana se sintió profundamente amargada tras esa provocación y cuando entró al templo comenzó a orar, intensamente llorando. No decía palabras sino que se comunicaba con Dios desde el corazón. Entonces prometió que si tenía un hijo varón desde niño serviría a Dios.
Dios escuchó a Ana y cuando ella y su marido regresaron a la residencia de la familia en las montañas de Efraím, Ana quedó encinta y tuvo un hijo, Samuel. Después de Samuel, Ana tuvo cinco hijos más (tres varones y dos mujeres).
A Ana también se la considera profetisa en la tradición judía, al predecir que su hijo sería profeta.